# Copris antares
Copris antares är en skalbaggsart som beskrevs av Ferreira 1958. Copris antares ingår i släktet Copris och familjen bladhorningar. Inga underarter finns listade i Catalogue of Life.